# Battalions of Fear
Albums de Blind Guardian
Follow the Blind
(1989)
Battalions of Fear est le premier album du groupe de power metal allemand Blind Guardian. Il est sorti le 18 mai 1988. Il s'inspire en partie du Seigneur des anneaux et s'avère musicalement différent des albums suivants de par son orientation speed metal et thrash metal.

## Liste des titres
1. Majesty - 7:31
2. Guardian of the Blind - 5:11
3. Trial by the Archon - 1:44
4. Wizard's Crown - 3:50
5. Run for the Night - 3:36
6. The Martyr - 6:17
7. Battalions of Fear - 6:08
8. By the Gates of Moria - 2:53
9. Gandalf's Rebirth (Bonus track) - 2:10